# Wojciech Wawrzyński
Wojciech Wawrzyński (ur. 10 lutego 1948 w Koszalinie) – polski naukowiec, specjalista zagadnień transportowych, profesor zwyczajny i prorektor Politechniki Warszawskiej, dziekan Wydziału Transportu PW.

## Życiorys
Studia rozpoczął na Wydziale Maszyn Roboczych i Pojazdów Politechniki Warszawskiej, natomiast ukończył w Instytucie Transportu, który w międzyczasie został samodzielną jednostką organizacyjną uczelni z uprawnieniami wydziału.
Pracował jako nauczyciel akademicki w Instytucie Transportu, przekształconym później w Wydział Transportu Politechniki Warszawskiej. Wykładał także w uczelniach niepublicznych.
W 2006 uzyskał tytuł profesora nauk technicznych.
Obszarem zainteresowań naukowych prof. dra hab. inż. Wojciecha Wawrzyńskiego są: telemetria w transporcie, eksploatacja i diagnostyka systemów transportowych, informatyka i telekomunikacja w sieciach i systemach, teleinformatyka.
Od 1 września 2008 pełnił funkcję dziekana Wydziału Transportu.
Jest członkiem Polskiej Akademii Nauk – Wydział IV Nauk Technicznych, obecnie przewodniczy Prezydium Komitetu Transportu PAN.
23 marca 2016 został wybrany na stanowisko prorektora do spraw ogólnych Politechniki Warszawskiej, na czteroletnią kadencję rozpoczynającą się 1 września 2016.

## Stanowiska
- 2008-2016 – dziekan Wydziału Transportu Politechniki Warszawskiej
- 2016-2020 – prorektor do spraw ogólnych Politechniki Warszawskiej

## Członkostwa
- Przewodniczący komitetu naukowego międzynarodowej konferencji naukowej „Transport XXI wieku” w Białowieży w 2010 r.
- Członek Stałej Komisji Senatu Politechniki Warszawskiej do spraw Nauki (2008-2012)
- Przewodniczący Stałej Komisji Senatu Politechniki Warszawskiej do spraw Organizacji Uczelni (2012-2016)

## Wybrane publikacje
- „Zagadnienia metodologiczne diagnostyki systemów sterowania w transporcie” – 1996, praca habilitacyjna
- „Security of control systems used in transport” Institute of Maintenance Technology, Radom 2004
- „Telematyka transportu jako narzędzie zarządzania” (współaut.) w monografii „Informatyka Gospodarcza”. Tom 3. Wyd. C.H. Beck, Warszawa 2010
- „Telematyka transportu - tendencje rozwojowe i ograniczenia”. Konf. Nauk. „Transport XXI wieku”, Warszawa, 20-22 września 2004
- „Functional and operational structures of the motorway telematics system”, Journal of KONBiN 4(7)2008
- „ Podstawy współczesnej elektroniki”, Oficyna Wydawnicza Politechniki Warszawskiej 2004